# Coppa KOVO 2009 (maschile)
La Coppa KOVO 2009, 4ª edizione della coppa di lega sudcoreana di pallavolo maschile, si è svolta dal 24 luglio al 2 agosto 2009: al torneo hanno partecipato 9 squadre di club (6 sudcoreane, 1 cinese, 1 giapponese e 1 iraniana) e la vittoria finale è andata per la prima volta ai Samsung Bluefangs.

## Regolamento

### Formula
La competizione prevede due fasi, quella preliminare e quella finale:
- Nella fase preliminare le sei squadre provenienti dalla V-League e le tre formazioni ospiti (i cinesi dello Zhejiang, i giapponesi dei Suntory Sunbirds e gli iraniani del Saipa) vengono divise in due gironi, rispettivamente da quattro e da cinque squadre, al termine dei quali le prime due classificate di ciascun girone si qualificano alla fase finale;
- Nella fase finale le formazioni qualificate si sfidano in incontri di semifinale e finale in gara unica, con gli accoppiamenti basati sul posizionamento nella fase preliminare.

### Criteri di classifica
L'ordine del posizionamento in classifica è stato definito in base a:
- Numero di partite vinte;
- Ratio dei punti realizzati/subiti;
- Ratio dei set vinti/persi.

## Squadre partecipanti
| Girone A           | Girone B              |
| ------------------ | --------------------- |
| Hyundai Skywalkers | Korean Air Jumbos     |
| KEPCO 45           | Samsung Bluefangs     |
| LIG Greaters       | Suntory Sunbirds      |
| Saipa              | Zhejiang              |
| -                  | Woori Capital Dream 6 |

## Torneo

### Fase preliminare

#### Gruppo A

##### Risultati
| 24 luglio 2009 Sajik Arena, Busan Durata: 1h:48 - Spettatori: 1 400 | Hyundai Skywalkers | 1 - 3 | LIG Greaters       | 25-22, 19-25, 18-25, 23-25        |
| 25 luglio 2009 Sajik Arena, Busan Durata: 2h:01 - Spettatori: 3 259 | KEPCO 45           | 3 - 2 | Saipa              | 25-20, 18-25, 27-29, 25-19, 15-10 |
| 27 luglio 2009 Sajik Arena, Busan Durata: 1h:14 - Spettatori: 1 307 | LIG Greaters       | 3 - 0 | KEPCO 45           | 25-21, 25-17, 25-17               |
| 28 luglio 2009 Sajik Arena, Busan Durata: 1h:42 - Spettatori: 1 607 | Saipa              | 1 - 3 | Hyundai Skywalkers | 19-25, 22-25, 25-21, 20-25        |
| 30 luglio 2009 Sajik Arena, Busan Durata: 1h:47 - Spettatori: 1 482 | Hyundai Skywalkers | 3 - 1 | KEPCO 45           | 25-15, 16-25, 25-22, 25-22        |
| 31 luglio 2009 Sajik Arena, Busan Durata: 1h:15 - Spettatori: 1 749 | LIG Greaters       | 3 - 0 | Saipa              | 25-23, 25-18, 25-17               |

##### Classifica
| Pos. | Squadra            | G | V | P | SV | SP | Ratio | PF  | PS  | Ratio |
| ---- | ------------------ | - | - | - | -- | -- | ----- | --- | --- | ----- |
| 1    | LIG Greaters       | 3 | 3 | 0 | 9  | 1  | 9,000 | 247 | 198 | 1,247 |
| 2    | Hyundai Skywalkers | 3 | 2 | 1 | 7  | 5  | 1,400 | 272 | 267 | 1,019 |
| 3    | KEPCO 45           | 3 | 1 | 2 | 4  | 8  | 0,500 | 249 | 269 | 0,926 |
| 4    | Saipa              | 3 | 0 | 3 | 3  | 9  | 0,333 | 247 | 281 | 0,879 |

      Qualificata alla fase finale.

#### Gruppo B

##### Risultati
| 24 luglio 2009 Sajik Arena, Busan Durata: 1h:19 - Spettatori: 1 500 | Samsung Bluefangs     | 0 - 3 | Korean Air Jumbos     | 23-25, 22-25, 17-25               |
| 25 luglio 2009 Sajik Arena, Busan Durata: 1h:08 - Spettatori: 3 200 | Zhejiang              | 0 - 3 | Woori Capital Dream 6 | 17-25, 16-25, 18-25               |
| 26 luglio 2009 Sajik Arena, Busan Durata: 1h:10 - Spettatori: 2 452 | Suntory Sunbirds      | 0 - 3 | Samsung Bluefangs     | 19-25, 17-25, 14-25               |
| 26 luglio 2009 Sajik Arena, Busan Durata: 1h:11 - Spettatori: 1 500 | Korean Air Jumbos     | 3 - 0 | Zhejiang              | 26-24, 25-17, 25-11               |
| 27 luglio 2009 Sajik Arena, Busan Durata: 1h:22 - Spettatori: 350   | Woori Capital Dream 6 | 3 - 0 | Suntory Sunbirds      | 27-25, 25-19, 27-25               |
| 28 luglio 2009 Sajik Arena, Busan Durata: 1h:09 - Spettatori: 1 412 | Zhejiang              | 0 - 3 | Samsung Bluefangs     | 20-25, 14-25, 22-25               |
| 29 luglio 2009 Sajik Arena, Busan Durata: 1h:26 - Spettatori: 1 300 | Korean Air Jumbos     | 3 - 0 | Suntory Sunbirds      | 31-29, 25-23, 25-20               |
| 29 luglio 2009 Sajik Arena, Busan Durata: 1h:59 - Spettatori: 1 513 | Samsung Bluefangs     | 3 - 2 | Woori Capital Dream 6 | 15-25, 22-25, 26-24, 25-18, 15-11 |
| 30 luglio 2009 Sajik Arena, Busan Durata: 1h:44 - Spettatori: 1 887 | Woori Capital Dream 6 | 3 - 1 | Korean Air Jumbos     | 25-18, 25-16, 23-25, 25-20        |
| 31 luglio 2009 Sajik Arena, Busan Durata: 2h:04 - Spettatori: 300   | Suntory Sunbirds      | 2 - 3 | Zhejiang              | 25-21, 23-25, 27-25, 22-25, 9-15  |

##### Classifica
| Pos. | Squadra               | G | V | P | SV | SP | Ratio | PF  | PS  | Ratio |
| ---- | --------------------- | - | - | - | -- | -- | ----- | --- | --- | ----- |
| 1    | Woori Capital Dream 6 | 4 | 3 | 1 | 11 | 4  | 2,750 | 355 | 302 | 1,175 |
| 2    | Samsung Bluefangs     | 4 | 3 | 1 | 9  | 5  | 1,800 | 315 | 284 | 1,109 |
| 3    | Korean Air Jumbos     | 4 | 3 | 1 | 10 | 3  | 3,333 | 311 | 284 | 1,095 |
| 4    | Zhejiang              | 4 | 1 | 3 | 3  | 11 | 0,273 | 270 | 332 | 0,813 |
| 5    | Suntory Sunbirds      | 4 | 0 | 4 | 2  | 12 | 0,167 | 297 | 346 | 0,858 |

      Qualificata alla fase finale.

### Fase finale
|  | Semifinali            | Semifinali |                    |                   | Finale | Finale |  |
|  |                       |            |                    |                   |        |        |  |
|  | LIG Greaters          | 1          |                    |                   |        |        |  |
|  | LIG Greaters          | 1          |                    |                   |        |        |  |
|  | Samsung Bluefangs     | 3          |                    |                   |        |        |  |
|  | Samsung Bluefangs     | 3          |                    | Samsung Bluefangs | 3      |        |  |
|  |                       |            |                    | Samsung Bluefangs | 3      |        |  |
|  |                       |            | Hyundai Skywalkers | 2                 |        |        |  |
|  | Woori Capital Dream 6 | 1          | Hyundai Skywalkers | 2                 |        |        |  |
|  | Woori Capital Dream 6 | 1          |                    |                   |        |        |  |
|  | Hyundai Skywalkers    | 3          |                    |                   |        |        |  |

#### Semifinali
| 1º agosto 2009 Sajik Arena, Busan Durata: 1h:52 - Spettatori: 2 770 | LIG Greaters          | 1 - 3 | Samsung Bluefangs  | 23-25, 21-25, 25-19, 20-25 |
| 1º agosto 2009 Sajik Arena, Busan Durata: 1h:44 - Spettatori: 3 800 | Woori Capital Dream 6 | 1 - 3 | Hyundai Skywalkers | 26-28, 23-25, 25-20, 15-25 |

#### Finale
| 2 agosto 2009 Sajik Arena, Busan Durata: 2h:16 - Spettatori: 8 063 | Samsung Bluefangs | 3 - 2 | Hyundai Skywalkers | 19-25, 30-28, 26-24, 21-25, 16-14 |